# Rabčice
Rabčice (in ungherese Rabcsice) è un comune della Slovacchia facente parte del distretto di Námestovo, nella regione di Žilina.